# 施特蘭德科格爾山

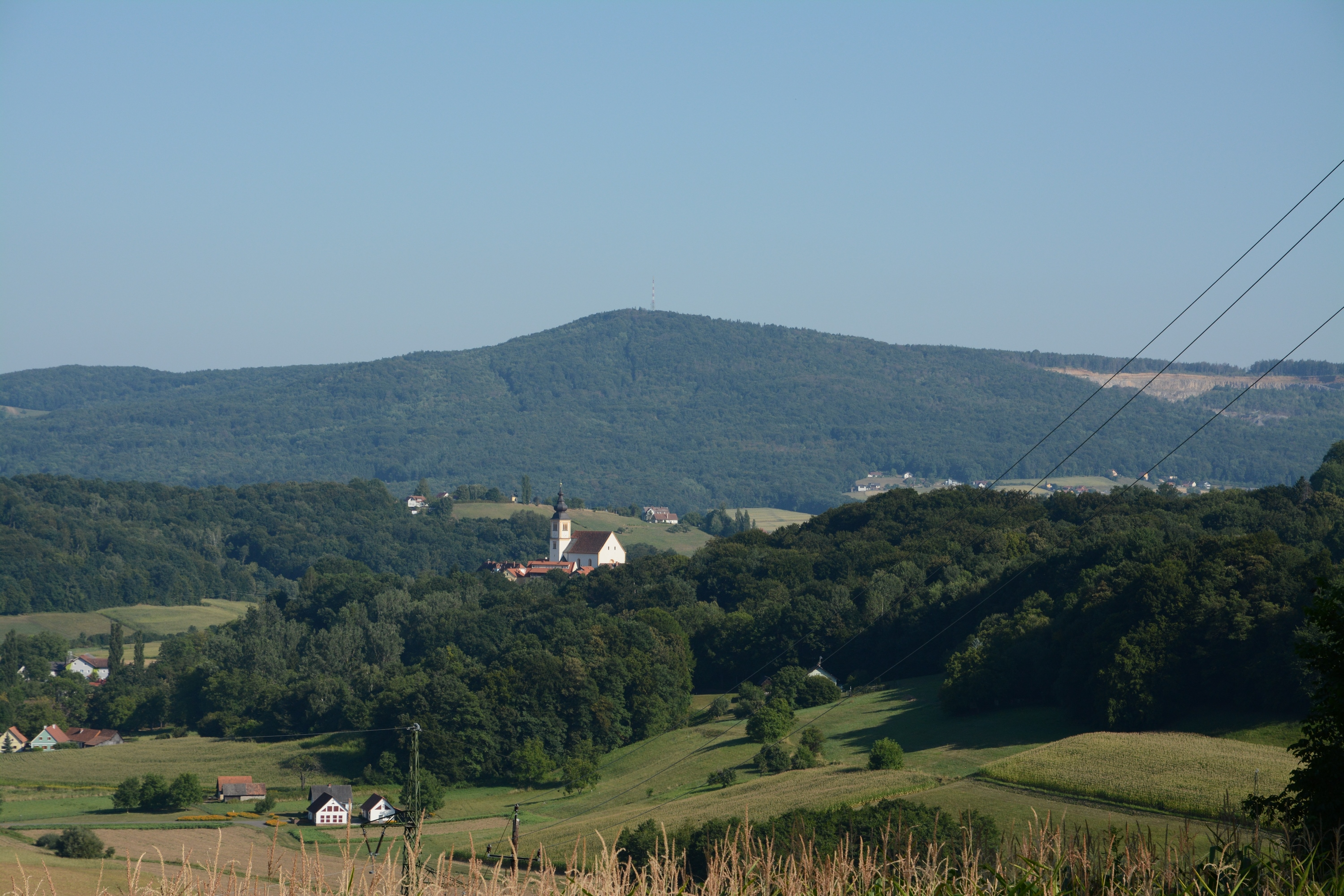

46°50′45″N 15°55′54″E / 46.84583°N 15.93167°E
施特蘭德科格爾山（德語：Stradner Kogel），是奧地利的山峰，位於該國東南部，由施泰爾馬克州負責管轄，距離德默科格爾山39公里，海拔高度609米，每年平均降雨量1,369毫米。